# Stigacris
Stigacris is een geslacht van rechtvleugeligen uit de familie veldsprinkhanen (Acrididae). De wetenschappelijke naam van dit geslacht is voor het eerst geldig gepubliceerd in 1977 door Descamps.

## Soorten
Het geslacht Stigacris  is monotypisch en omvat slechts de volgende soort:
- Stigacris rubropicta (Descamps, 1977)